# Автошлях Т 1827
Автошля́х Т 1827 — автомобільний шлях територіального значення у Рівненській області. Пролягає територією Костопільського району через Костопіль — Яполоть. Загальна довжина — 22 км.

## Маршрут
Автошлях проходить через такі населені пункти:
| Автошлях Т 1827       |        |
| Рівненська область'   |        |
| Костопільський район' |        |
| Костопіль             | Н25    |
| Корчів'я              | Т 1828 |
| Велика Любаша         |        |
| Підлужне              |        |
| Збуж                  |        |
| Яполоть               | Т 1817 |

## Стан дороги

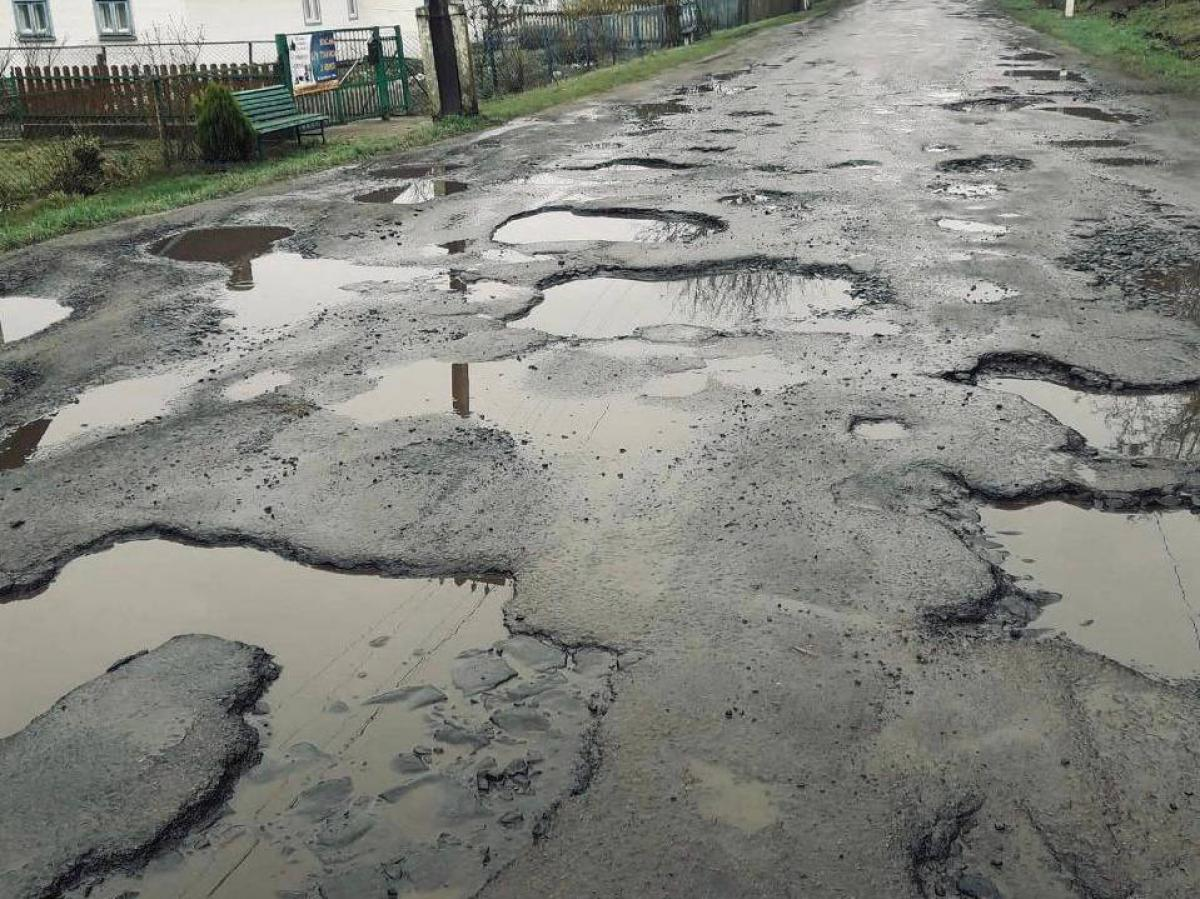
Стан автошляху Т-18-27 у селі Велика Любаша станом на 14 червня 2025 року

Ділянка автошляху Т-18-27 у межах села Велика Любаша протягом тривалого часу перебуває у вкрай незадовільному стані: дорожнє покриття частково зруйноване, спостерігаються глибокі вибоїни, відсутня належна розмітка. Місцеві жителі неодноразово зверталися до органів влади з вимогами провести капітальний ремонт, однак тривалий час ці звернення залишалися без результату. У 2025 році Костопільська міська рада виділила кошти на поточний ремонт дороги, проте через обмежене фінансування якість майбутніх робіт викликає занепокоєння серед громади.